# Liga Costeña
La Liga Costeña fue una asociación de grupos políticos y empresariales de los tres departamentos que en 1919 conformaban el Caribe colombiano (Atlántico, Bolívar y Magdalena), con el fin de proteger e impulsar los intereses de la región ante las políticas del gobierno central. Fue promovida por los principales periódicos de la Costa. La primera reunión se dio en 1919 en Barranquilla durante el gobierno de Marco Fidel Suárez.

## Objetivos
En las declaraciones orgánicas de la Liga Costeña se planteaban unos objetivos muy generales como:
- El adelanto de los intereses de las entidades del Caribe Colombia para el progreso de Colombia con el exterior.
- Cooperar para el adelanto del comercio, la industria, la agricultura, la educación y la higiene de los departamentos del Atlántico, Bolívar, y Magdalena, así como las intendencias de Chocó y San Andrés y la comisaría de La Guajira.

Intereses específicos fueron defendidos en las sesiones de la Liga y recogidos más tarde en un memorial de peticiones dirigido al presidente de la Cámara de Representantes del Congreso de Colombia. El examen detenido de los puntos constitutivos de dicho memorial, así como de algunas de las actuaciones de la Liga en su corta existencia, permiten identificar esos intereses y objetivos particulares que defendió la alianza regional, así como describir la confrontación resultante entre esos intereses y los representados por los poderes centrales.

## La defensa delrío Magdalena
La primera preocupación de la Liga fue el río Magdalena. El interés estaba en los comerciantes, quienes querían hacerlo más navegable y así comunicarse y comerciar con el mercado nacional. Básicamente se centraban en la canalización del río, así como en el acondicionamiento de los puertos y vías. 
En la discusión sobre qué vía de comunicación escoger para comunicarse con el interior del país, la Liga escogió la vía férrea, pero el exministro de Hacienda, Tomás Suri Salcedo, dijo que deberían complementarse. 
La Liga estaba especialmente preocupada debido a que podría perder poder en cuanto a la exportación e importación cuando el Canal de Panamá fuera abierto, ya que entonces la importación y exportación podrían irse a la costa pacífica, al igual de que había la posibilidad de que el departamento de Antioquia sacara sus productos al exterior por medio de una línea férrea que comunicara a Medellín con el Golfo de Urabá.
Además de todo esto, el gobierno nacional no estaba interesado en invertir en la canalización del río Magdalena, tanto así, que mediante la Ley 27 de 1918, se trasladaban los dineros destinados a la canalización a la construcción del Ferrocarril del Tolima. Esto levantó los ánimos en contra del gobierno de Marco Fidel Suárez.
Para evitar atropellos de parte del gobierno nacional, la Liga le propuso al Congreso la expedición de una ley que creara una Junta de Navegación del Magdalena. Esta junta estaría compuesta por siete miembros: un miembro por cada departamento costeño (Atlántico, Bolívar y Magdalena), uno por el gobierno nacional, uno por las compañías de navegación del río y uno por las Cámaras de Comercio de Barranquilla y Cartagena de Indias.

## Las refinerías de petróleo
Las refinerías de petróleo interesaron a los empresarios del Caribe Colombiano, por lo que durante el gobierno de Rafael Reyes Prieto, se firmaron varios contratos para ubicar una refinería de petróleo en el cerca del Litoral caribe. Años después, Francisco Restrepo Plata atacó duramente los contratos firmados para crear refinerías de petróleo en la Costa Caribe con el pretexto de defender el interés público. Sin embargo, la Liga Costeña, a diferencia del gobierno central, se mostró conciliadora y aceptó la necesidad de regular la explotación del petróleo y las conveniencias de la nación.

## La sal marina
Durante la Guerra Civil de 1885, el gobierno de Rafael Núñez tomó posesión de la renta de sales marinas, que en ese entonces eran de los estados soberanos en los cuales estaban los lugares de extracción, con el fin de costear la guerra. Como compensación (teniendo en cuenta que la sal marina era uno de los más importantes ingresos de los Estados Soberanos de Bolívar y Magdalena) se otorgó una indemnización por perjuicios.
En 1910, el ministro del Tesoro Nacional reconoció que los consumidores de sal marina producida en los departamentos del Caribe Colombiano estaban más gravados que los que consumían sal terrestre (producida en el interior del país). Esto perjudicó mucho a los extractores de sal marina, ya que antes de que se gravara más que la terrestre, tenían mercados en el Cauca, Nariño, Antioquia y Santander, pero debido a que el gobierno nacional gravó más la sal marina que la terrestre, estos mercados se perdieron y los consumidores de sal marina tuvieron que empezar a consumir sal terrestre. La Liga vio esto como un acto de discriminación y envió al Congreso un memorial para que le devolviera las rentas por la sal marina a los respectivos departamentos poseedores del mineral.

## Descentralización
Los integrantes de la Liga Costeña lucharon por una mayor descentralización política y administrativa, exigiendo que los gobernadores fueran elegidos por las asambleas departamentales. Lo mismo sucedería con los distritos municipales más desarrollados en la escogencia de sus alcaldes.
Además, la Liga exigió volver al sistema de la Constitución de 1886 en el que los departamentos del Atlántico, Bolívar y Magdalena tenían 6 representantes en el Senado y que con la reforma constitucional de 1910 habían pasado a ser solo 4. Los más interesados en esto eran los senadores del Atlántico.

## Consecuencias
La principal consecuencia de la Liga Costeña fue crear una unión entre las clases dirigentes y empresariales de los departamentos del Atlántico, Bolívar y Magdalena para satisfacer los intereses de la región. La construcción de Bocas de Ceniza, obra que favorece a Barranquilla y el Atlántico, fue apoyada por todos los integrantes de la Liga Costeña, al igual que la canalización del canal del Dique, enfrentando las propuestas del Ministro del Tesoro. También, apoyaron la canalización del caño Ciego que comunicaban al río Magdalena con la ciénaga Grande de Santa Marta y esta con el municipio de Ciénaga.
Y, a pesar de que crearía enfrentamientos entre los intereses portuarios, todos apoyaron la canalización del río Magdalena.